# Онайда (Нью-Йорк)
Онайда (англ. Oneida) — місто (англ. city) в США, в окрузі Медісон штату Нью-Йорк. Населення — 10 329 осіб (2020).

## Географія
Онайда розташована за координатами 43°4′14″ пн. ш. 75°40′25″ зх. д. / 43.07056° пн. ш. 75.67361° зх. д. (43.070447, -75.673562).  За даними Бюро перепису населення США в 2010 році місто мало площу 57,31 км², з яких 57,10 км² — суходіл та 0,21 км² — водойми.

## Демографія
Згідно з переписом 2010 року, у місті мешкали 11 393 особи в 4739 домогосподарствах у складі 2814 родин. Густота населення становила 199 осіб/км².  Було 5055 помешкань (88/км²).
Расовий склад населення:
| - 94,1 % — білих - 2,1 % — корінних американців - 1,2 % — чорних або афроамериканців - 0,8 % — азіатів |

До двох чи більше рас належало 1,5 %. Частка іспаномовних становила 1,4 % від усіх жителів.
За віковим діапазоном населення розподілялося таким чином: 23,6 % — особи молодші 18 років, 61,8 % — особи у віці 18—64 років, 14,6 % — особи у віці 65 років та старші. Медіана віку мешканця становила 40,4 року. На 100 осіб жіночої статі у місті припадало 93,7 чоловіків;  на 100 жінок у віці від 18 років та старших — 90,8 чоловіків також старших 18 років.
Середній дохід на одне домашнє господарство  становив 58 701 долар США (медіана — 44 388), а середній дохід на одну сім'ю — 76 293 долари (медіана — 57 536). Медіана доходів становила 43 322 долари для чоловіків та 35 906 доларів для жінок. За межею бідності перебувало 19,0 % осіб, у тому числі 29,9 % дітей у віці до 18 років та 11,3 % осіб у віці 65 років та старших.
Цивільне працевлаштоване населення становило 4666 осіб. Основні галузі зайнятості: освіта, охорона здоров'я та соціальна допомога — 29,4 %, мистецтво, розваги та відпочинок — 15,6 %, роздрібна торгівля — 11,1 %, виробництво — 10,0 %.